# A Fall from Grace
A Fall from Grace is een Amerikaanse thriller uit 2020, geregisseerd en geschreven door Tyler Perry.

## Verhaal
Grace is een vrouw die na echtscheiding overweldigd wordt door haar zwakheden en de melancholie om voor altijd alleen te kunnen zijn. Net wanneer ze alle hoop op verliefdheid lijkt te hebben verloren, kent de hoofdpersoon Grace een charmante en mysterieuze man. De laatste is jong en charismatisch en verovert onmiddellijk zijn hart, met kleine en simpele gebaren. De twee trouwen, maar Grace's hernieuwde sereniteit is voorbestemd om snel te eindigen. De man op wie de hoofdpersoon verliefd blijkt te zijn, blijkt een gemene man te zijn, die in staat is te profiteren van zijn prestigieuze carrière om haar te plunderen voor een grote som geld, hij verraadt haar openlijk en neemt haar huis in bezit. Vernietigd, Grace valt de man aan en bekent zijn moord, maar het lichaam wordt nooit gevonden. Jasmine Bryant, die in deze eerste opdracht de functie van advocaat bekleedt, is niet volledig overtuigd van haar schuld. De vrouw zal elk spoor volgen om de waarheid over deze zaak te achterhalen en Grace ertoe te brengen de loutere waarheid te belijden.

## Rolverdeling
| Acteur          | Personage                      |
| --------------- | ------------------------------ |
| Crystal Fox     | Grace Waters                   |
| Phylicia Rashad | Sarah Miller / Betty Mills     |
| Bresha Webb     | Jasmine Bryant                 |
| Mehcad Brooks   | Shannon DeLong / Maurice Mills |
| Cicely Tyson    | Alice                          |
| Tyler Perry     | Rory Garraux                   |
| Adrian Pasdar   | Aanklager Bradley Tankerton    |

## Productie
De opnames vonden plaats in de Tyler Perry Studios in het najaar van 2018, gedurende vijf dagen. Netflix verwierf de rechten, die A Fall from Grace uitbracht op 17 januari 2020. De film werd de eerste week bekeken door 26 miljoen mensen.